# Morata de Jalón
Morata de Jalón ist ein nordspanischer Ort und eine Gemeinde (municipio) mit 1.082 Einwohnern (Stand: 2024) in der Provinz Saragossa in der Autonomen Region Aragonien.

## Lage
Morata de Jalón liegt am Río Jalón etwa 22 Kilometer (Fahrtstrecke) nordöstlich der Stadt Calatayud in einer Höhe von etwa 415 Metern ü. d. M. Bis nach Saragossa sind es knapp 70 Kilometer in nordöstlicher Richtung; der Nachbarort Chodes befindet sich nur etwa acht Kilometer nördlich. Der Ort hat einen kleinen Bahnhof an der Strecke Saragossa – Calatayud und einen Anschluss an die Autobahn A2.

## Bevölkerungsentwicklung
| Jahr      | 1960  | 1970  | 1981  | 1991  | 2001  | 2011  | 2022  |
| Einwohner | 2.760 | 2.441 | 1.977 | 1.744 | 1.471 | 1.262 | 1.101 |

In der ersten Hälfte des 20. Jahrhunderts lag die Einwohnerzahl des Ortes stets deutlich über 2000 Personen. Aufgrund der zunehmenden Mechanisierung der Landwirtschaft ist die Zahl der Einwohner seitdem stetig zurückgegangen.

## Wirtschaft
Jahrhundertelang lebten die Bewohner des Ortes direkt (als Bauern oder Tagelöhner) oder indirekt (als Händler oder Handwerker) von der Landwirtschaft. Sie bearbeiteten die Ländereien des Grundherrn, des Marqués de Villaverde, der zugleich den Grafentitel Conde de Morata führte, und ihre eigenen kleinen Felder. In der Kleinstadt entwickelten sich Handwerk, Handel und kleinere Dienstleistungsunternehmen. Um die Mitte des 20. Jahrhunderts entstand eine Zementfabrik.

## Geschichte
Im Mittelalter befand sich der Ort im Schutz einer Burg auf einem nahegelegenen Felsplateau. Im 17. Jahrhundert verlegten die damaligen Grafen von Argillo ihren Palast in die sich allmählich entwickelnde Stadt in der Ebene und nannten sich kurz darauf Condes de Morata.

## Sehenswürdigkeiten
- Der gräfliche Palast ist ein äußerlich unspektakulärer zweigeschossiger Ziegelsteinbau aus den Jahren 1672–1676 mit einem außergewöhnlichen barocken Konsolenfries unter der Dachtraufe. Portal und Fries sind aus Sandsteinblöcken gefertigt. Im Innern überraschen ein imposantes Treppenhaus und die bemalte Decke des langgestreckten Salón pintado. Der Palast ist seit 1983 als Kulturgut (Bien de Interés Cultural) anerkannt.
- Die ebenfalls aus Ziegelsteinen erbaute Pfarrkirche (Iglesia de Santa Ana) entstand etwa zur selben Zeit. Markant ist der im unteren Bereich quadratische, in seiner oberen Hälfte jedoch achteckige Turm. Im Innern befindet sich ein dem Leben der hl. Anna gewidmetes Altarretabel.
- Eine einbogige Brücke mit 20 Meter Spannweite (Puente de Capurnos) überspannt den Río Jalón und verbindet die beiden Nachbarorte Morata und Chodes.
- Die barocke Ermita de Santa Bárbara befindet sich auf einer felsigen Anhöhe oberhalb der Stadt an der Stelle des alten Ortes; von hier bietet sich ein schöner Ausblick.